# Dolmen Haga

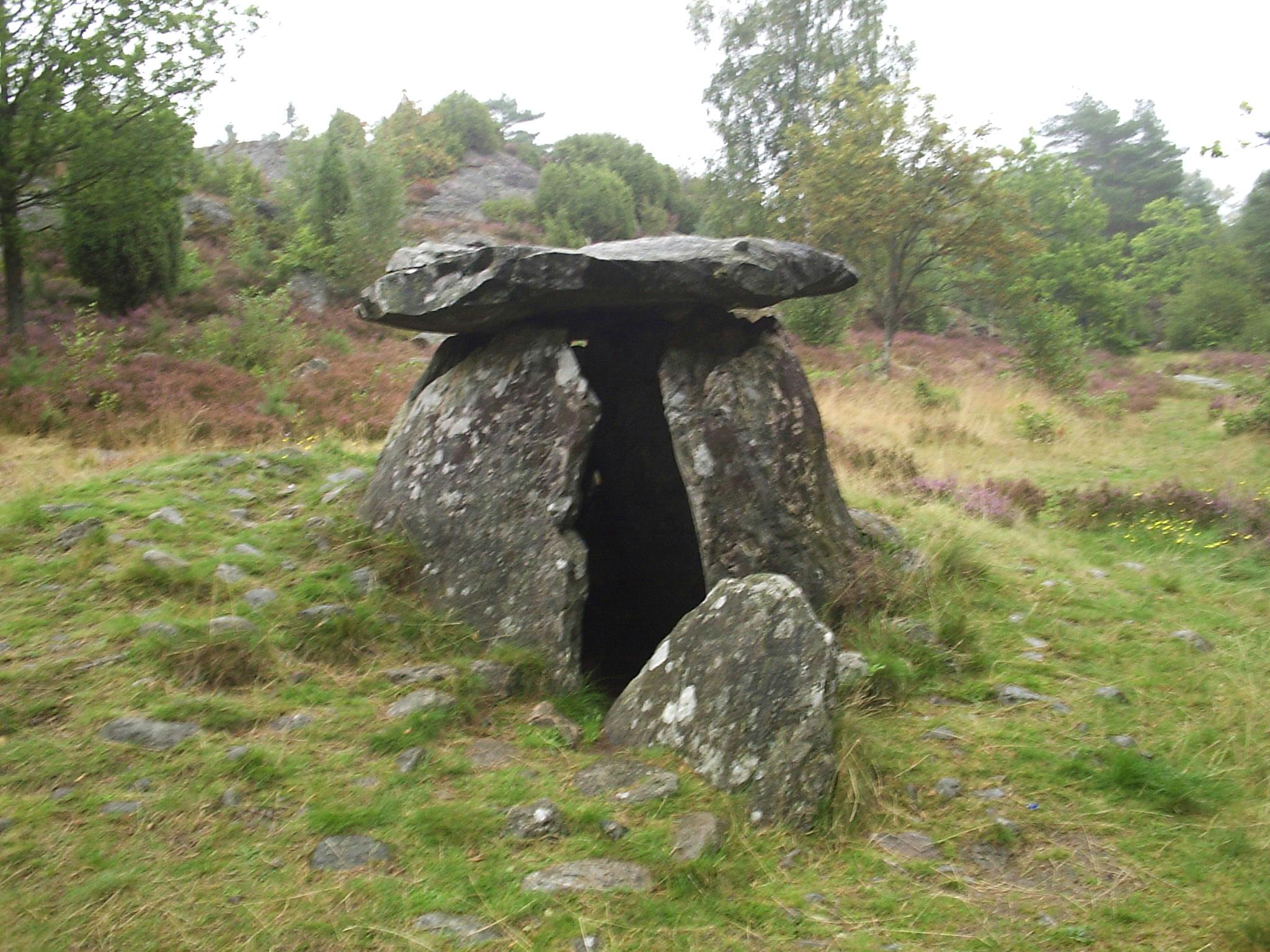
Dolmen Haga

Dolmen Haga (szw. Hagadösen) – neolityczny grobowiec megalityczny, znajdujący się w parafii Sala na wyspie Orust w szwedzkim regionie Västra Götaland.
Dolmen znajduje się na szczycie kurhanu o wysokości 0,8 m i średnicy 10 m, otoczonego wieńcem z niewielkich kamieni. Składa się z czworobocznej komory o wymiarach 2,1×1,7 m, zamkniętej czterema kamiennymi płytami, na których nasadzona jest kolejna płyta, tworząca strop. Od strony południowo-zachodniej znajduje się wejście z korytarzem o długości ok. 1 m.
Grobowiec datowany jest na około 3400 p.n.e. W trakcie prac archeologicznych przeprowadzonych w 1915 roku przez Vilhelma Ekmana w komorze grobowej odkryto wisiorek z łupku, siekiery i ostrza krzemienne oraz paciorek z bursztynu. Znaleziska te datowane są na późny neolit, co wskazuje, że po kilkuset latach dolmen został wtórnie użyty do ponownego pochówku.